# Рекламні видання
Рекламні видання – це особливий вид видань, цільовим призначенням якого є від імені конкретного виробника, рекламодавця або спонсора якнайкраще представити потенційному споживачеві чи покупцеві товари, ідеї та послуги.

Масив цієї продукції складають:

- афіша (містить інформацію щодо певного культурного, спортивного чи громадсько-політичного заходу та призначена для розклеювання);
- проспект (містить повідомлення про товари чи послуги, діяльність підприємств, установ або організацій);
- путівник (містить відомості щодо пам’яток історії, культури, конкретного географічного об’єкта, установи чи закладу, призначений здебільшого для туристів);
- каталог (містить систематизований перелік товарів і послуг).

У суспільстві з ринковою економікою цей сегмент видавничої продукції розвивається надзвичайно стрімко. Рекламні тексти останніми роками активно стали проникати практично в усі три групи жанрів журналістики – інформаційні, аналітичні, художньо-публіцистичні. Сьогодні рекламні нариси, рекламні рецензії, рекламні репортажі та рекламні статті все частіше з’являються на сторінках масових газет і журналів. На противагу звичайним матеріалам, що написані у вищезгаданих жанрах, рекламні матеріали не містять жодного критичного факту – лише суцільний набір переваг і плюсів.

Особливої специфіки в підготовці та редагуванні таких текстів немає. Вона виникає в суто рекламних матеріалах таких жанрів, як:

- рекламна замітка;
- рекламне оголошення;
- рекламний рядок (на газетній шпальті чи на екрані телевізора);
- матеріали зовнішньої реклами.

Ця специфіка складається з таких пунктів:
- творцями реклами виступають одночасно кілька осіб: замовник реклами, автор тексту (він же - й редактор), художник-дизайнер;
- елементи реклами (текст, ілюстрація, заголовний ряд, слоган, логотип чи марка) є рівноправними складниками єдиного цілого і відповідно впливають один на одного. Отож, творчий задум редактора тексту може бути відкоригований несподіваною знахідкою художника. І навпаки: художник під впливом вдало підібраного текстового ряду змушений змінити свою попередню концепцію і йти за задумом автора-редактора;
- ефективність реклами досягається не лише вдало скомпонованими всіма її елементами, а й психологічним впливом на потенційного покупця чи споживча. Таким чином, творці реклами, окрім уміння писати і оформляти написане, мають бути також і тонкими знавцями психології покупця (споживача).